# 前斯科普夫山
47°29′49″N 11°26′16″E / 47.49684°N 11.43774°E

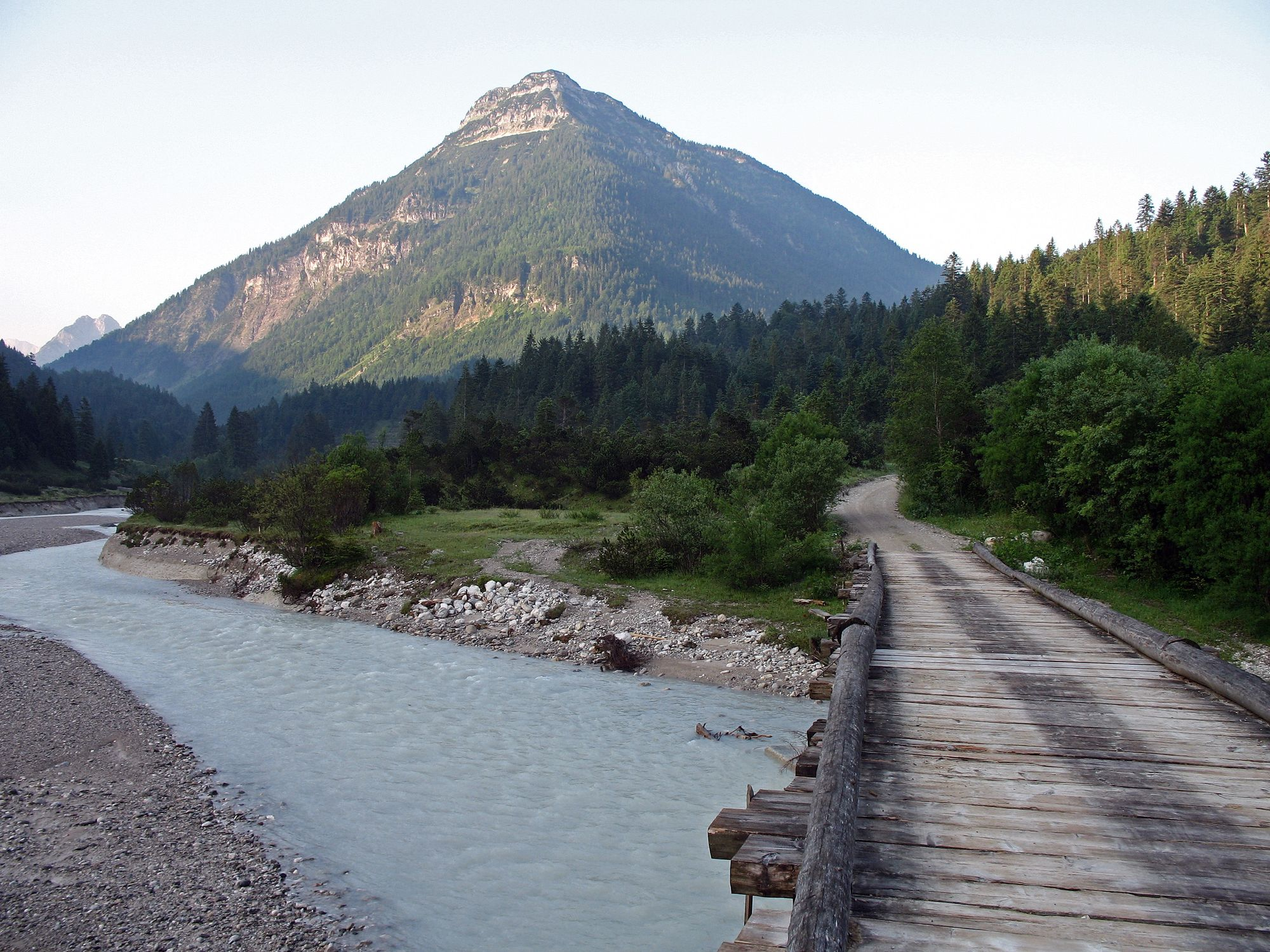

前斯科普夫山（德語：Vorderskopf），是奧地利的山峰，位於該國西部，由蒂羅爾州負責管轄，屬於卡爾文德爾山脈的一部分，距離沙羅伊特山3.3公里，海拔高度1,858米。